# Malý Pravčický kužel
Malý Pravčický kužel je osamocená pískovcová skalní věž nalézající se nedaleko od známé vyhlídky Pravčické brány v Českém Švýcarsku asi 2,5 km východně od obce Hřensko. Skalní věž je viditelná z placené vyhlídky u Pravčické brány a tvoří jeden ze symbolů národního parku České Švýcarsko.

## Horolezectví
Malý Pravčický kužel je oblíbený horolezecký terén s celoročně povoleným lezením pro organizované horolezce na základě vyhlášky národního parku – poprvé byl zlezen 27. 8. 1905. Nachází se zde devět lezeckých cest od V. až po VIII. stupeň obtížnosti UIAA.